# Legroux Sœurs
Legroux Sœurs était un modiste parisien.

## Histoire
L'établissement fut fondé à Roubaix au 16 boulevard de Paris, en 1913 par Germaine et Héloïse Legroux. Installées à Paris au 4 rue Cambon quatre ans plus tard, elles connurent le succès quelques années après. En 1930, c'est leur nièce qui reprit l'entreprise. Legroux participa au Le Théâtre de la Mode en 1945.
On trouve aujourd'hui leurs capelines  et chapeaux au palais Galliera, musée de la Mode de la ville de Paris, au Metropolitan Museum of Art et au Rijkmuseum.
Leurs chapeaux sont vendus à Drouot, Christie's et sur Vinted.
Leurs œuvres furent photographiées par Norman Parkinson, Hubs Flöter et dessinées par Roger Rouffiange.
En 1949, certains de leurs chapeaux furent fabriqués en Australie sous la supervision de Christianne Simiane.